# Ford GT90
La Ford GT90 est un concept car développé et fabriqué par le constructeur américain Ford, présenté en 1995 au Salon de Détroit. C'est une voiture à deux places et à moteur central. Elle dispose d'un moteur V12 quadri-turbo de 720 ch lui permettant d'attendre une vitesse de 378 km/h. Son nom fait référence à la GT40, de laquelle elle est le successeur spirituel, mais elle ne lui emprunte que peu d'éléments visuels, comme les portes qui coupent la ligne de toit. La GT90 devait à l'origine être la successeur des Ford GT40 et Ford GT70, et la prédécesseur de la Ford GT, mais après l'annulation du plan de production, la chronologie a été modifiée, faisant de la Ford GT la nouvelle successeur de la GT40 et de la GT70.
Le véhicule est composé d'une monocoque en aluminium à section en nid d'abeille, et d'une carrosserie faite de fibres de carbone. D'après Ford, l'échappement comprend des tuiles en céramique de navette spatiale, sans quoi la chaleur des gaz abîmerait le véhicule. Le large pare-brise en forme de dôme est fait de verre fumé de couleur bleutée.

## Développement
La GT90, qui n'existe qu'en un exemplaire unique, a été développée en secret par une petite équipe dirigée par John Coletti, manager de la division Special Vehicle Operations de Ford. Le développement a pris environ six mois, pour un coût d'approximativement trois millions de dollars.
La boîte de vitesses à cinq rapports, le châssis et les suspensions à triangulation proviennent par ailleurs de la Jaguar XJ220, la marque appartenant alors à Ford.

## Design

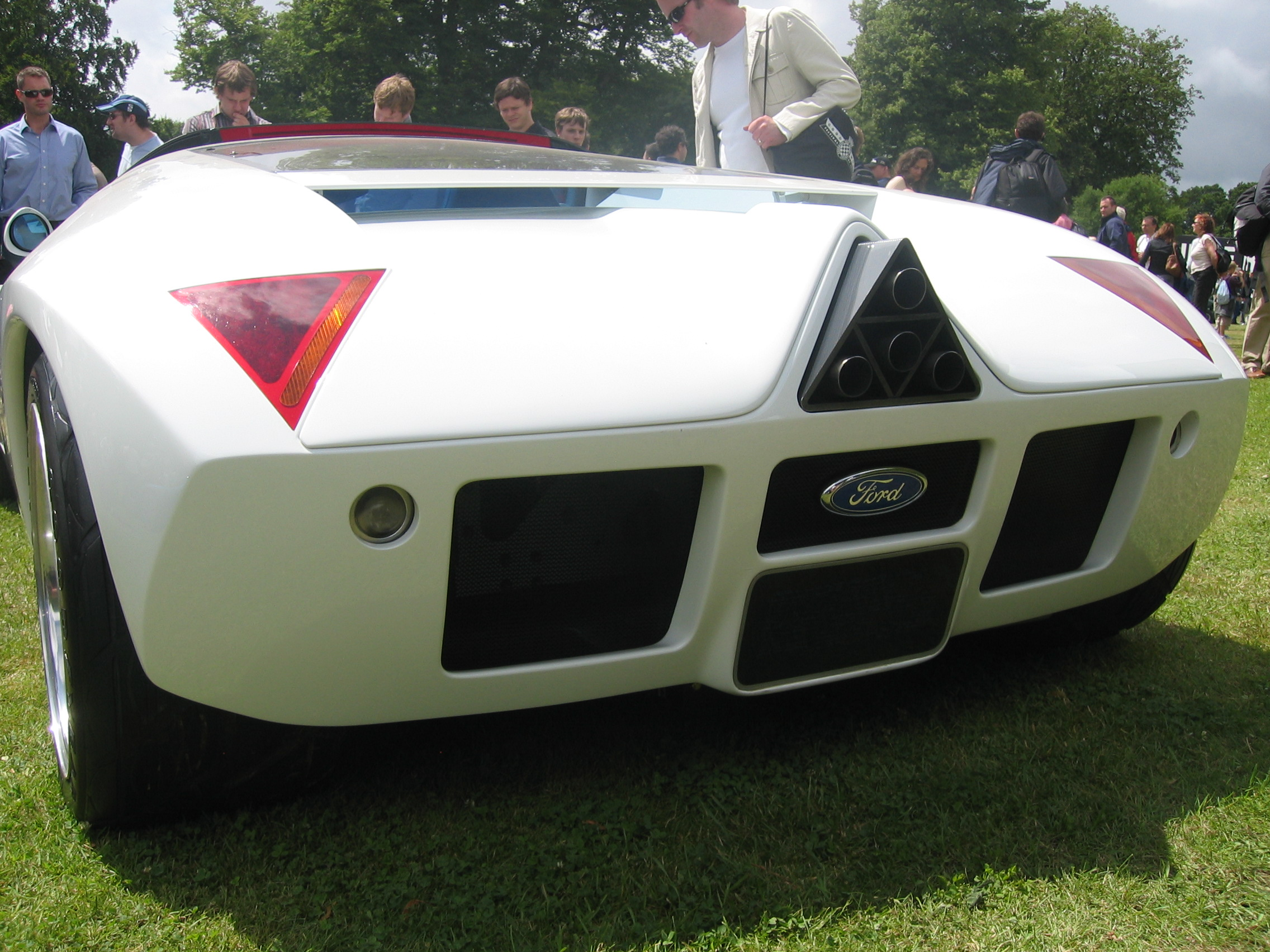
L'arrière de la GT90.

La GT90 applique pour la première fois le design dit « New Edge » de Ford, lequel se retrouvera plus tard sur les Ka, Cougar et Focus, entre autres. Ses couleurs sont le blanc et le bleu, lequel est visible au niveau de l'intérieur, des jantes et de la teinte du pare-brise. L'aileron arrière se déploie automatiquement à vitesse élevée, afin d'augmenter l'appui aérodynamique. La disposition de l'échappement à l'arrière est très particulière, avec quatre sorties positionnées en triangle.
La bande de roulement des pneus comporte l'inscription « GT90 ».

## Intérieur
Les portières s'ouvrent à l'aide d'un bouton jaune situé devant les prises d'air latérales. L'habitacle est quasi-intégralement de couleur bleue, la console centrale est faite de fibres de carbone. On retrouve certains éléments de design de l'extérieur, à savoir des formes triangulaires et anguleuses, par exemple sur le volant ou la console. Le levier de vitesses manuel, d'origine Jaguar XJ220, est suspendu à deux tubes reliant le bas de la console à l'arrière de l'habitacle.

## Moteur
Le moteur V12, unique à la GT90, a été développé en utilisant une Lincoln Town Car comme mule d'essai, dans laquelle ils ont placé le moteur prototype afin de le raffiner. Le moteur qui équipe la GT90 est un V12 à 48 soupapes (quatre par cylindre) avec double arbre à cames en tête d'une cylindrée de 5,9 litres (5 927 cm3) et refroidi par eau. Il dispose d'un système d'induction forcée qui utilise quatre turbos Garrett Systems T2. Le moteur provient du moteur modulaire à 90° de Ford : il est constitué de deux V8 de 4,6 litres accolés desquels ont été soustraits deux cylindres chacun. Les deux moteurs sont ensuite soudés, résultant en un V12 avec un alésage de 90,2 mm (3,55 pouces) et une course de 77,3 mm (3,04 pouces) avec les cylindres disposés en deux rangées en une seule coulée. Les pistons et les soupapes sont des pièces Ford, tandis que le vilebrequin et les arbres à cames sont de fabrication Roush Technologies, lequel a également assemblé et testé le moteur. La puissance produite par le moteur est transmise aux roues arrière via une transmission manuelle à 5 vitesses développée conjointement par FF Developments et Ricardo.
La direction est une crémaillère assistée. Les freins sont à disques ventilés.
Il développe 720 ch (537 kW; 730 PS) à 6 300 tr/min, et a un couple maximum de 895 N m à 4 750 tr/min.

## Performances
La GT90 était au moment de sa présentation l'une des voitures les plus performantes au monde.
| Vitesse maximale               | 407 km/h          |
| Accélération de 0 à 97 km/h    | 3,1 s             |
| Accélération de 0 à 161 km/h   | 6,2 s             |
| 1/4 mile (402 m) départ arrêté | 10,9 s à 225 km/h |

## Dans la culture populaire

### Jeux vidéo
La GT90 est jouable notamment dans les jeux suivants :
- Need for Speed II
- Gran Turismo 2
- Ford Street Racing
- Ford Racing 2
- Ford Racing 3
- Sega GT 2002
- Sega GT Online
- TOCA Race Driver 2
- Project Gotham Racing 3
- Top Drives
- Rush 2: Extreme Racing USA

### Télévision
La voiture a été présentée et testée par Jeremy Clarkson dans un numéro de 1995 de Top Gear alors que la voiture devait encore entrer en production.

### Vidéos
- [vidéo] « Ford GT90 Road Test », sur YouTube, de l'émission Top Gear avec Jeremy Clarckson (1996).